# Paya Cut (Juli)
Paya Cut is een bestuurslaag in het regentschap Bireuen van de provincie Atjeh, Indonesië. Paya Cut telt 754 inwoners (volkstelling 2010).